# Steve Lowndes
Stephen Robert "Steve" Lowndes (født 17. juni 1960 i Newport, Wales) er en walisisk tidligere fodboldspiller (midtbane). 
Lowndes spillede ti kampe for Wales' landshold, som han debuterede for i et opgør mod Skotland 28. maj 1983.
På klubplan tilbragte Lowndes i alt ti sæsoner hos Newport County i sin fødeby, og tilbragte desuden en lang årrække i engelsk fodbold hos blandt andet Millwall og Barnsley.